# 常庄乡 (盐山县)
常庄乡，是中华人民共和国河北省沧州市盐山县下辖的一个乡镇级行政单位。

## 行政区划
常庄乡下辖以下地区：
常庄村、小马村、东孙村、马贩村、大芦村、火龙店村、毛集村、王梅村、小周村、小王村、李士道村、三官庙村、中闫村、前闫村、后闫村、刘春奎村、汤家村、崔家村、蔡家村、反刘村、前庵村、后庵村、陈营村、张营村、田庄村和付孙村。